# Joe Pesci
Joseph Frank Pesci, ameriški igralec in glasbenik * 9. februar 1943 Newark, New Jersey, ZDA.                                                                                                                                        
Pesci je znan po upodobitvah trdih, vzkipljivih likov v različnih žanrih in po sodelovanju z Robertom De Nirom in Martinom Scorsesejem v filmih Pobesneli bik (1980), Dobri fantje (1990), Kazino (1995) in Irec (2019). Igral je tudi v filmih Nekoč v Ameriki (1984), Moonwalker (1988), JFK (1991), Zgodba iz Bronxa (1993) in Dobri pastir (2006). Njegove komične vloge vključujejo vlomilca Harryja v filmih Sam doma (1990) in Sam doma 2: Izgubljen v New Yorku (1992), odvetnika Vinnyja Gambinija v filmu Moj bratranec Vinny (1992) ter serijo Smrtonosno orožje, kjer je v drugem (1989), tretjem (1992) in četrtem delu (1998) igral Lea Getza, nadležnega pomočnika dveh glavnih likov.
Pesci je za vlogo psihopatskega gangsterja Tommyja DeVita v filmu Dobri fantje osvojil oskarja za najboljšega stranskega igralca in prejel še dve nominaciji v isti kategoriji za upodobitev Joeyja LaMotte in Russella Bufalina v filmih Pobesneli bik in Irec. Leta 1999 je napovedal igralsko upokojitev in od takrat v filmih nastopa le občasno. Je tudi glasbenik, ki je posnel tri studijske albume: Little Joe Sure Can Sing! (1968), Vincent LaGuardia Gambini Sings Just for You (1998) in Pesci... Still Singing (2019).
Pesci je ločen in ima eno hčer.